# Bertone
Bertone – byłe włoskie przedsiębiorstwo projektujące samochody seryjne jak i samochody koncepcyjne. Siedziba przedsiębiorstwa mieściła się w Turynie, we Włoszech. Styl Bertone jest bardzo charakterystyczny i rozpoznawalny nawet, jeśli są to samochody produkowane dla różnych koncernów. 18 grudnia 2014 roku firma ogłosiła bankructwo.

## Historia
W listopadzie 1912 roku Giovanni Bertone założył warsztat specjalizujący się w konstruowaniu i naprawie bryczek. Na początku przedsiębiorstwo posiadało 3 pracowników. Już w latach 20. i 30. rozpoczęła się współpraca z Fiatem i Alfą Romeo. Prawdziwy rozwój przedsiębiorstwa nastąpił po II wojnie światowej, kiedy to syn założyciela, stylista Nuccio Bertone (który pracował dla ojca już od 1933 roku) przejął kierownictwo nad przedsiębiorstwem.
Po wojnie kontakty Bertone rozszerzyły się - zaczęto projektować auta dla przedsiębiorstw takich jak Lancia, Lamborghini, Ferrari oraz Volvo oraz wiele innych. Przedsiębiorstwo zaprojektowało również bardzo popularny włoski skuter Lambretta. W roku 1972, w wieku 88 lat zmarł założyciel przedsiębiorstwa, Giovanni Bertone, natomiast w 1997 zmarł jego syn, Nuccio. Do czasu bankructwa w 2014 roku, przedsiębiorstwo prowadzone było przez wdowę po Nuccio, Lilli Bertone. 

## Bertone obecnie
Przedsiębiorstwo podzielone było na 2 oddziały:
- Fabryka Carrozzeria Bertone produkująca około 40,000 aut rocznie.
- Studio stylistyczne Stile Bertone.

## Najważniejsze pojazdy zaprojektowane przez Bertone

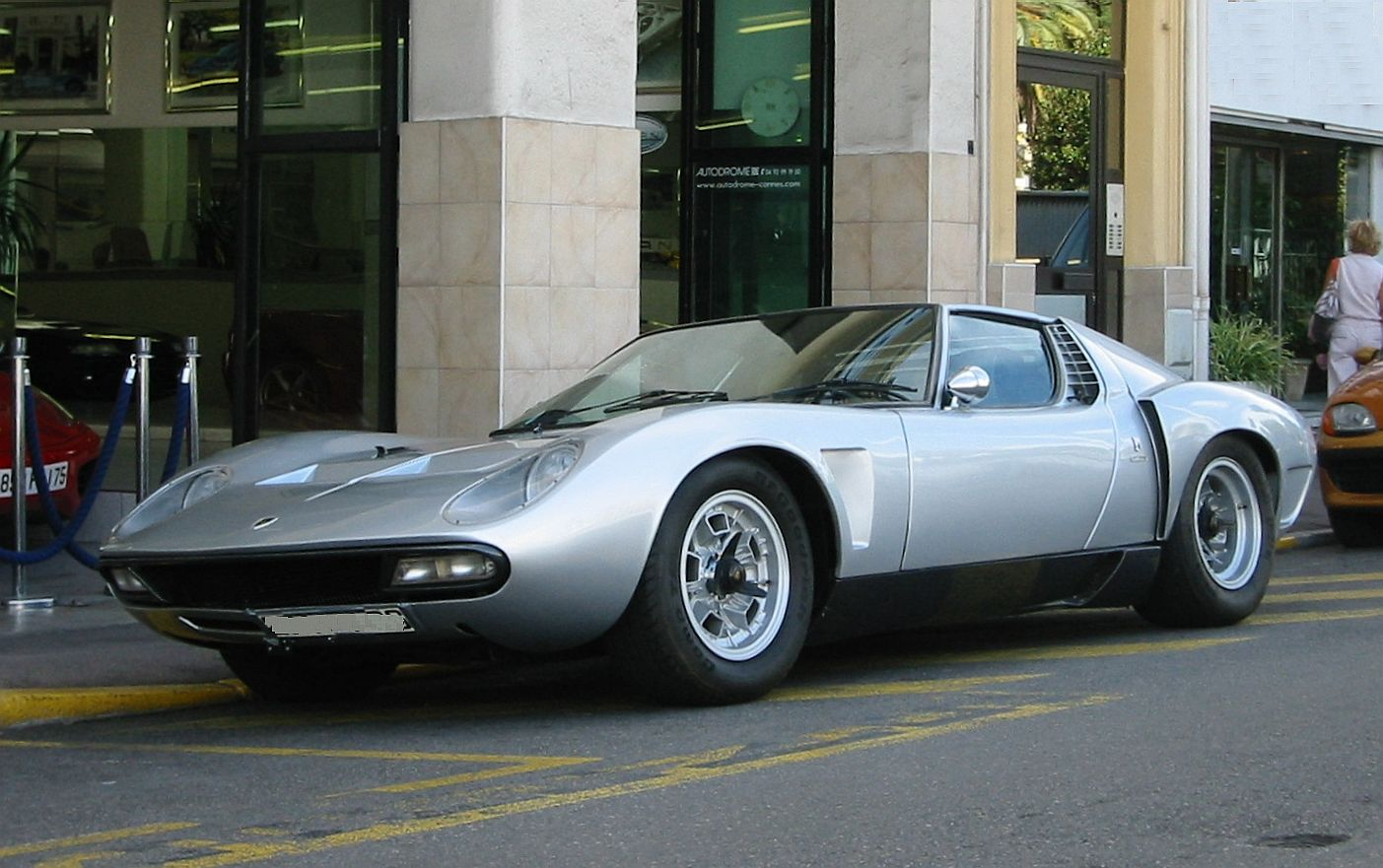
Lamborghini Miura

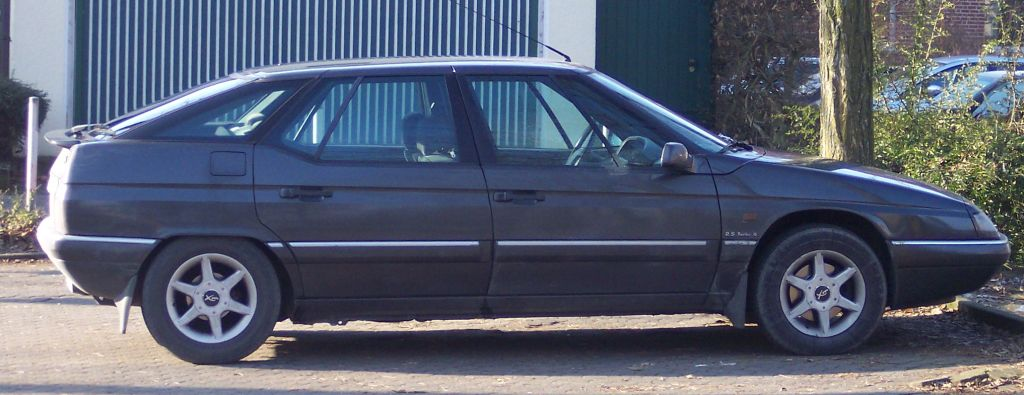
Citroën XM

### Modele koncepcyjne
- Bertone Karisma (1994)
- Bertone Filo (2001)
- Bertone Birusa (2003)
- Bertone Suagna (2006)
- Bertone Barchetta (2007)
- Bertone Mantide (2009)
- Bertone Pickster (2011)

### Modele Bertone '10
- 2013: Aston Martin Rapide Bertone Jet 2+2
- 2012: Bertone Nuccio
- 2011: Jaguar B99
- 2010: Alfa Romeo Pandion

### Modele Bertone '00
- 2004: Ford Focus CC
- 2003: Alfa Romeo GT
- 2002: Ford StreetKa

### Modele Bertone '90
- 1999: Opel Astra Coupé/Cabrio
- 1999: BMW C1
- 1997: Citroën Berlingo
- 1996: Scania Trucks
- 1994: Fiat Punto Cabrio
- 1994: Škoda Felicia
- 1993: Opel Astra Cabrio
- 1993: Citroën Xantia
- 1992: Bertone Freeclimber 2
- 1991: Citroën ZX
- 1991: Daewoo Espero

### Modele Bertone '80
- 1989: Bertone Freeclimber 1
- 1989: Citroën XM
- 1987: Škoda Favorit
- 1986: Opel Kadett Cabrio/ Citroën Ax
- 1985: Volvo 780
- 1984: Alfa Romeo 90
- 1982: Citroën BX
- 1981: Fiat Ritmo Cabrio

### Modele Bertone '70
- 1978: Fiat X1/9 (seconda serie)
- 1977: Volvo 262 C
- 1976: Fiat 131 Rally
- 1975: Volkswagen Polo
- 1974: Innocenti Mini 90/120
- 1974: Audi 50
- 1974: Lancia Stratos
- 1973: Ferrari Dino 308 GT4
- 1972: Fiat X1/9
- 1972: Lamborghini Countach
- 1972: Maserati Khamsin
- 1971: Lamborghini Urraco
- 1970: Lamborghini Jarama
- 1970: Alfa Romeo Montreal

### Modele Bertone '60
- 1969: lso Rivolta Lele
- 1968: Lamborghini Espada
- 1968: Alfa Romeo 1750/2000
- 1968: Racer Team Berlinetta
- 1967: Toyo Kogyo Mazda 1500/1800
- 1966: Lamborghini Miura
- 1964: Alfa Romeo GT 1300/2000
- 1964: Fiat 850 Spider
- 1964: lso Rivolta Coupé
- 1964: Iso Grifo
- 1964: Fiat Dino Coupé
- 1961: BMW 3200 CS
- 1961: Alfa Romeo 2000/2600 Sprint
- 1961: ASA 1000 “Ferrarina”
- 1960: Simca Coupé 1200 S

### Modele Bertone '50
- 1958: NSU Prinz Coupé
- 1956: Alfa Romeo Giulietta SS
- 1956: Alfa Romeo Giulietta Sprint
- 1953: Fiat 1100 Berlina Smart
- 1953: MG Arnolt
- 1953: Arnolt Bristol
- 1951: Fiat 1400 Cabriolet St. Leger
- 1951: Fiat 1100 Cabriolet Derby
- 1951: Lancia Aurelia Victoria
- 1951: Siata Amica Cabriolet
- 1950: Siata Amica
- 1950: Fiat 1400 Berlina

### Koncepcyjne modele Bertone
- Bertone Barchetta
- Bertone BAT-11
- Bertone Bella
- Bertone Birusa
- Bertone Jaguar B99
- Bertone Mantide
- Bertone Novanta
- Bertone Pandion